# La Casa de las Flores
La Casa de las Flores (Engels: The House of Flowers) is een Mexicaanse dramedy, die geproduceerd werd door Netflix. De serie gaat over een welgestelde Mexicaanse familie die een prestigieuze bloemenzaak heeft. Het eerste seizoen met 13 aflevering werd integraal vrijgegeven door Netflix op 10 augustus 2018. Het is na Club de Cuervos en Ingobernable de derde Mexicaanse Netflix Original Series.

## Rolverdeling
| Acteur              | Personage           |
| ------------------- | ------------------- |
| Verónica Castro     | Virginia De La Mora |
| Cecilia Suárez      | Paulina De La Mora  |
| Aislinn Derbez      | Elena De La Mora    |
| Dario Yazbek Bernal | Julian De La Mora   |
| Sheryl Rubio        | Lucia Davila        |
| Juan Pablo Medina   | Diego Olvera        |
| Arturo Ríos         | Ernesto de La Mora  |
| Lucas Velazquez     | Claudio Sanchez     |
| Norma Angélica      | Delia               |
| Véronica Langer     | Carmela             |
| Sawandi Wilson      | Dominique Shaw      |
| Alexa de Landa      | Micaela Sánchez     |
| Paco León           | María José Riquelme |
| Irving Peña         | Poncho              |